# Bonifacio Lupi
(Matteo Villani, in Nova Cronica, XI, 2)
Bonifacio Lupi (Soragna, 1316 – Padova, 21 giugno 1390) è stato un politico e condottiero italiano della famiglia Lupi, marchesi di Soragna, che ebbe incarichi pubblici in diverse città dell'Italia settentrionale. Di lui ne parla lo stesso Matteo Villani come uomo solitario, riflessivo, realista, di educazione francescana, nobile titolato di antica nobiltà a contatto con la corte imperiale, iscritto all'Arte di Calimala..

## Biografia
Trascorse l'infanzia presso il palazzo del nonno, Guglielmo Rossi di San Secondo in contrada San Fermo a Padova, essendo stata la sua famiglia esiliata dal feudo avito dai Visconti nel 1335 ed accolta alla corte dei Da Carrara. Dapprima sposò la cugina Filippina di Uberto Lupi († 1341), poi vedovo, Caterina dei Franzesi di Staggia. Da entrambi i matrimoni non nascono figli e Bonifacio lascerà erede il nipote Ugolotto Biancardi di Antonio Biancardi di Firenze († 1388), figlio della sorella di secondo letto, Caterina, nata da Donella da Carrara, che aveva sposato il padre Ugolotto in seconde nozze. 
Nel 1351 successe al padre Ugolotto nei diritti feudali su Soragna, di fatto in mano ai Visconti. Intrapresa la carriera delle armi, divenne ben presto valoroso combattente e capitano di ventura, seguendo le orme dello zio Raimondino Lupi che lo presenta alla corte dell'imperatore di cui diventerà fedele confidente.
Vicino all'imperatore Carlo IV fu confermato, sia pure solo formalmente, marchese di Soragna e da questi inviato a stipulare un'alleanza con il comune di Firenze che gli riconobbe un appannaggio annuo nel 1355 di 300 fiorini d'oro. Sempre nel 1355 divenne cittadino della Repubblica di Venezia e patrizio veneto e come tale ottenne dall'imperatore Carlo IV il feudo di Primiero, di cui promulgò gli statuti nel 1367. Dal 1356 fu nominato consigliere dell'imperatore Carlo IV con una pensione annua di 300 fiorini. 
Dal 1359 entrò al servizio dei da Carrara, signori di Padova e suoi parenti, per i quali conquistò nel 1360 Belluno e Feltre.
Nel 1359 fu inviato da Francesco da Carrara presso l'alleata Repubblica Fiorentina sotto il comando di Pandolfo Malatesta nella Guerra contro Pisa, finché è nominato capitano generale di Firenze nella guerra in corso (1362); nel giugno 1362, dopo aver marciato su Fucecchio e Castelfranco, conquistò in tre giorni la Valdera; egli proseguì la spedizione militare devastando la campagna intorno a Pisa e San Piero a Grado fino al Porto Pisano, espugnando e bruciando trentadue castelli e oltre seicento case.
Nel luglio venne pagato con i suoi armati e sostituito dal capitano da Varano.
Riavuto il comando delle armate fiorentine in agosto conquistò il castello di Peccioli, impedendone tuttavia il saccheggio e provocando, dopo tale episodio, la reazione di un gruppo di dissidenti condotti da Niccolò da Montefeltro che fondarono la Compagnia del Cappelletto o "Compagnia Nera".
Finita la sua campagna militare in Toscana rientrò a Padova, ma nell'aprile 1364 fu nuovamente inviato da Francesco da Carrara al servizio di Firenze per continuare la guerra contro i Pisani. A luglio respinse le compagnie di Alberto Sterz e di Giovanni Acuto alle porte di Firenze, avendo poi un ruolo di primo piano per le sorti della battaglia di Cascina; in attesa di essere sostituito al comando da Ridolfo da Varano si ritirò nel castello di Petriolo presso Ponsacco. Rientrato a Padova, nel 1364 divenne proprietario della grande villa "Mandria" ad Abano Terme. 
Nel dicembre 1365, divenuto stretto amico dell'imperatore Carlo IV fu nominato suo domestico personale. 
Nell'aprile 1369 si recò a Roma con l'amico Francesco Petrarca per accompagnare Carlo IV alla sua incoronazione papale come imperatore.
Nello stesso anno a dicembre ritornò in Toscana per difendere Firenze nella nuova guerra contro Pisa, ed a gennaio 1370 conquistò San Miniato. Ricevette allora la cittadinanza fiorentina e acquistò in Firenze varie proprietà immobiliari (poderi a San Gervaso, alla Badia Fiesolana in località Camerata e Careggi, case in via Adimari, in Borgo Pinti, a Rifredi) e un terreno per la costruzione di un ospedale in Via Sa Gallo (spedale di San Giovanni Battista (poi detto "Ospedale Bonifacio") stanziando una cospicua rendita annua per il suo mantenimento.
Nel 1372, rientrato alla corte dei Carraresi a Padova, fu inviato come ambasciatore in Ungheria ed a Bologna per trovare alleati nella guerra contro Venezia. Nell'autunno, reclutati 20mila soldati operò contro i Veneziani facendo scorrerie nel Trevigiano e a Monselice; sconfitto nella battaglia della Bastia di Lova nell'aprile 1373, venne preso prigioniero insieme a suo cugino Antonio e al voivoda Stefano d'Ungheria e liberato solo dietro riscatto.
Poco dopo stipulò, come ambasciatore padovano insieme al Petrarca, la pace con i veneziani.
Tuttavia, nel 1376 scoppiava la nuova guerra con Venezia e Bonifacio intervenne con numerose scorrerie nel Trevigiano e a Mestre, finché nell'agosto 1379 conquistò Chioggia col cugino Simone.
Nominato esecutore testamentario dello zio Raimondino, alla sua morte (1379) fece terminare da Altichiero gli affreschi nell'oratorio di San Giorgio a Padova, divenuta mausoleo della famiglia Lupi (1384).
Intanto, nel 1378 aveva ricevuto l'autorizzazione dai Visconti di Milano a ricostruire con i cugini l'imponente rocca di Soragna.
Ma la pace durò poco: Chioggia presidiata dai Genovesi fu ripresa dai Veneziani (1380), mentre Bonifacio era a Firenze impegnato nella costruzione dello Spedale poi aperto nel 1388.
Su richiesta di Francesco da Carrara Bonifacio riprese le spedizioni contro Venezia e alla pace del 1384 Padova ottenne da Venezia Treviso, Feltre e Cividale.
In questi ultimi anni presso la corte dei Carraresi divenne stretto amico del Petrarca che fece raffigurare insieme a lui nella serie di affreschi che decorano la cappella di San Giacomo a Padova nella scena del "Consiglio di re Ramiro".
Nel 1385 termina la nuova rocca di Soragna e l'anno successivo, ormai settantenne cedé il suo cimiero di cavaliere al nipote Ugolotto Biancardo, per ritirarsi a Firenze per seguire la costruzione del suo ospedale (ospedale Bonifacio, attualmente sede della questura fiorentina).
Nel 1375 fece costruire come sua ultima dimora la cappella di San Giacomo nella basilica di Sant'Antonio a Padova Divenne il suo sepolcro dopo che il Comune di Firenze gli aveva rifiutato la richiesta di essere deposto nel Battistero della città. Sempre a Padova completò nel 1384 la decorazione dell'oratorio di San Giorgio, iniziato dallo zio Raimondino Lupi. Sia la cappella che l'oratorio furono affrescati da Altichiero da Zevio.
Nel 1388 fu capitano generale del popolo a Padova, quando i Carraresi sono costretti a fuggire di fronte all'esercito milanese dei Visconti ai quali Bonifacio si vide costretto a giurare fedeltà.
Ma il 18 giugno 1390 Francesco Novello da Carrara ritornò con un potente esercito, mentre Bonifacio con suo nipote Giorgio Biancardo e gli Scrovegni incoraggiano i Padovani a resistergli.
Il Carrarese chiede a Bonifacio di lasciarlo entrare in città, ma Bonifacio legato al giuramento di fedeltà con i Visconti rifiuta di obbedire (Io non fuy mai traditore, e mentre io fuy al servizio di la caxa da Carara fuy lialle a loro, e così intendo di eser alla caxa di Visconti).
Tuttavia il 20 giugno 1390 la città si arrende ai Carraresi e di Bonifacio non si hanno più notizie. Per alcuni il 21 giugno venne probabilmente ucciso dai sostenitori di Francesco Novello da Carrara, per altri, risparmiato dalla vendetta del da Carrara, si ritirò con la moglie nelle sue proprietà a Venezia dove morì il 23 marzo 1391. Venne sepolto nella sua amata cappella di San Giacomo al Santo.
A Firenze è ricordato con una via a lui intitolata.

## Cronotassi della vita
- 1316: Bonifacio nasce dal matrimonio del marchese Ugolotto Lupi di Soragna con la contessa Legarda Rossi di San Secondo;
- 1331: i Lupi si pongono sotto la protezione dell'imperatore Giovanni di Boemia e poi di suo figlio Carlo (futuro Carlo IV);
- 1340: Bonifacio sposa la cugina Filippina Lupi che muore l'anno successivo;
- 1342: Bonifacio sposa la toscana Caterina de' Franzesi di Staggia;
- 21 settembre 1347: ad Ugolotto e Raimondino Lupi sono riconosciuti dall'imperatore Carlo IV di Boemia, con diploma imperiale emesso a Praga, i diritti feudali di marchesi di Soragna;
- 1351: Bonifacio eredita dal padre deceduto Ugolotto titoli e beni, ma deve fare atto di fedeltà a Bernabò Visconti, signore di Milano, rinunziare ai diritti sovrani sul marchesato di Soragna e versare una cauzione di 10.000 fiorini chiesti in prestito agli amici di Padova, con procura sottoscritta a Parma il 18 marzo 1353; assume l'incarico di capitano d'armi insieme allo zio Raimondino, marchese di Castell'Arquato e Firenzuola;
- 1353: Bonifacio segue lo zio Raimondino nella campagna militare contro Castruccio Castracani a Barga, sconfiggendolo l'8 ottobre a Borgo a Mozzano per conto dell'imperatore;
- 1355: Carlo IV libera i Lupi dal giuramento di vassallaggio verso i Visconti di Milano; Raimondino e Bonifacio, inviati imperiali, stipulano un trattato di alleanza con Firenze (20 marzo) che viene riconosciuta libero comune dietro il pagamento di un censo annuale vitalizio a Carlo IV; Firenze riconosce ai due inviati un appannaggio rispettivamente di 700 e di 300 fiorini annui (decreto del 16 giugno 1355); con diploma del 22 dicembre Bonifacio è riconosciuto dal doge cittadino veneziano;
- 1356: Bonifacio con gli altri parenti guelfi entra la servizio dei Da Carrara, signori di Padova;
- 29 giugno 1359: Bonifacio è inviato da Francesco da Carrara al servizio di Firenze sotto il comando di Pandolfo Malatesta nella guerra contro Pisa;
- 18 maggio 1362: Bonifacio è supremo Capitano fiorentino nella guerra contro Pisa e si distingue nell'assedio del castello di Pietrabuona; il 23 giugno conquista Pescia con 1500 cavalieri e 5000 fanti, poi Fucecchio, Castelfranco, Peccioli, espugna il castello di Ghiazzano (26 giugno), Forcoli e la Valdera e scende fino a Montescudaio (9 luglio); il 13 luglio è però sostituito da Ridolfo da Camerino e liquidato con 500 fiorini; poco dopo è richiamato in servizio e conquista di nuovo Peccioli (11 agosto) che protegge dal saccheggio dei soldati di Ridolfo;
- 1364: Bonifacio, sotto il comando di Monforte Malatesta, saccheggia il Porto Pisano e Livorno ed il 29 luglio è uno dei vincitori della battaglia di Cascina;
- 1368: Bonifacio, inviato da Carlo IV, si accorda con Firenze facendo versare nelle casse imperiali 50.000 fiorini;
- 25 gennaio 1370: il comune di Firenze, concede la cittadinanza a Bonifacio per i servigi offerti riconoscendo a lui e suoi eredi maschi le immunità e privilegi di "antichi cittadini popolari"; Bonifacio combatte per Firenze la nuova guerra contro i Visconti di Milano;
- 1371: Bonifacio torna presso la corte di Francesco da Carrara a Padova;
- 1372: scoppiata la guerra tra Padova e Venezia, Bonifacio è inviato come ambasciatore per cercare l'alleanza con il re Luigi d'Ungheria e dopo va in Germania per reclutare 80 cavalieri; a novembre il cugino Simone Lupi diviene comandante generale delle truppe padovane; Bonifacio combatte con 20.000 soldati a Monselice e Bassanello;
- 16 aprile 1373: i Veneziani distruggono il campo militare della Bastia di Lova; Simone e Bonifacio sono sconfitti e catturati dai veneziani nella battaglia di Piove di Sacco; Francesco da Carrara riesce a far liberare i due Lupi con l'obbligo di lasciare armi e cavalli ai Veneziani e dall'astenersi dal combattere per almeno tre mesi; la pace di Padova è sottoscritta per i padovani dagli ambasciatori Francesco Petrarca e Bonifacio Lupi;
- 18 giugno 1376: Bonifacio è rappresentante padovano nella lega veneta contro l'Austria e nella guerra di Chioggia tra Venezia e Genova; non ricevendo assicurazioni da Venezia scoppia una nuova guerra e i Padovani con 5000 ungheresi assediano Mestre;
- 16 agosto 1379: Francesco da Carrara entra con Bonifacio e Simone nella conquistata città di Chioggia;
- 1380: Venezia assedia Chioggia; Bonifacio tenta un accordo con Venezia a Cittadella;
- 19 dicembre 1385: Gian Galeazzo Visconti di Milano, alleato con Padova, autorizza Bonifacio ed il cugino Antonio a rientrare in possesso del feudo di Soragna ed a ricostruire la rocca;
- 25 gennaio 1386: Bonifacio, ormai settantenne, privo di figli, cede con atto notarile il suo cimiero di cavaliere al nipote Ugolotto Biancardo di Parma, figlio della sorella;
- 1387: Bonifacio si trasferisce temporaneamente a Firenze per la costruzione del nuovo ospedale Bonifacio in via San Gallo;
- 21 giugno 1390: Bonifacio muore probabilmente assassinato dai sostenitori di Francesco Novello da Carrara e viene sepolto a Padova, nella cappella di San Giacomo al Santo.